# Parlamentní volby v Srbsku 2014

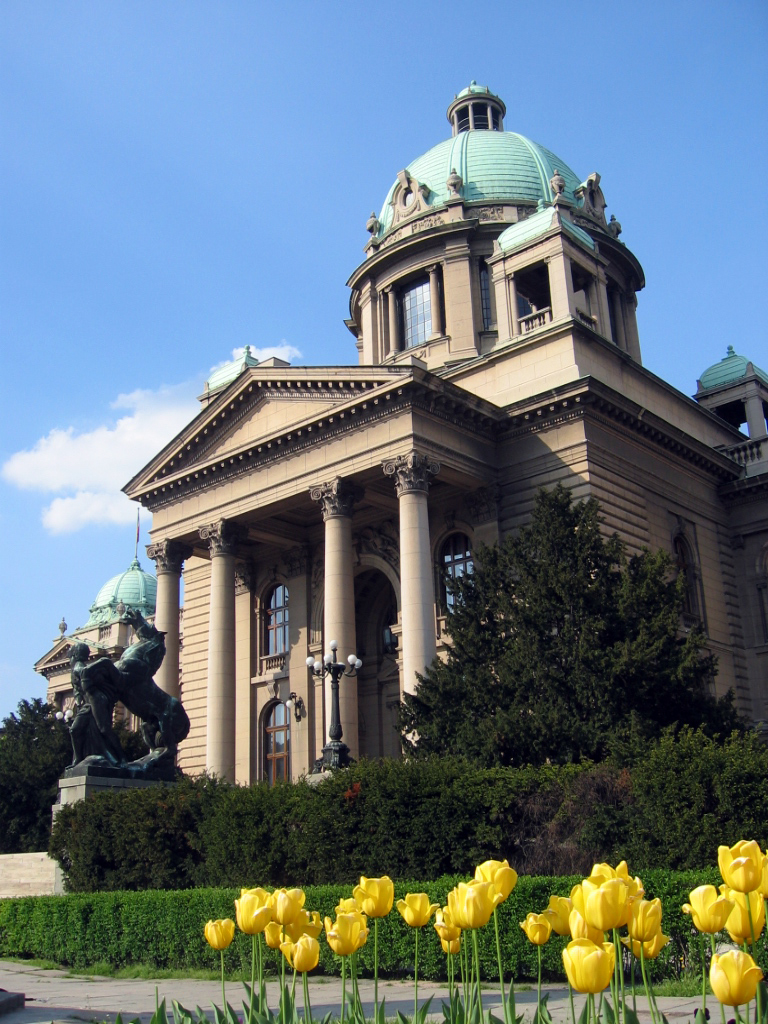
Budova srbského parlamentu (Narodna skupština/Народна скупштина) v Bělehradě

Parlamentní volby v Srbsku (2014) se uskutečnily dne 16. března 2014. Historicky se jedná o již desáté volby do Národní skupštiny od roku 1990, kdy byl uzákoněn politický systém více stran. V současný den se také konaly komunální volby v Bělehradě.

## Vyhlášení voleb
Volby jsou předčasné; vyhlásila je vládní koalice Socialistické strany Srbska a Srbské pokrokové strany a několika dalších menších stran (Strany sjednocených penzistů Srbska, Nového Srbska, Sociálně demokratické strany Srbska a SDA Sandžaku). Oficiálním důvodem pro vypsání voleb byla žádost premiéra Ivici Dačiće získat "důvěru. národa" a parlament, který by měl "politickou legitimitu".
Prezident Tomislav Nikolić vyhlásil datum voleb (16. března 2014) dne 29. ledna.
Potřeba předčasných voleb vznikla po odchodu strany Sjednocené regiony Srbska z vlády a rekonstrukci kabinetu. Zájem na vyhlášení voleb měl především vicepremiér Aleksandar Vučić, který je zároveň i lídrem nejsilnější Srbské pokrokové strany. Ta měla podle předvolebních průzkumů naději získat mezi 40–50 % všech hlasů.[zdroj?]

## Předvolební průzkumy
| Agentura    | Období/datum         | Srbská pokroková strana | Demokratická strana | NDS  | SPS  | DSS | URS | LDP | SRS | Dveri | Ostatní | Zdroj  |
| ----------- | -------------------- | ----------------------- | ------------------- | ---- | ---- | --- | --- | --- | --- | ----- | ------- | ------ |
| Ninamedia   | 5. února 2014        | 44,7                    | 14,1                | N/A  | 12,6 | 7,1 | 3,3 | 4,0 | 3,1 |       | 11,1    | [ 4 ]  |
| Faktor Plus | 5.–6. února 2014.    | 43,0                    | 11,6                | N/A  | 13,1 | 7,0 | 2,6 | 5,2 | 2,8 |       | 6,8     | [ 5 ]  |
| Ninamedia   | 14. února 2014       | 44,1                    | 14,2                | N/A  | 15,1 | 6,1 | 3,1 | 4,7 | 3,4 |       | 9,3     | [ 6 ]  |
| Faktor Plus | 15. února 2014       | 41,4                    | 10,5                | 7,8  | 13,2 | 7,0 | 2,7 | 5,1 | 2,3 | 3,0   | 7,3     | [ 7 ]  |
| Ninamedia   | 16.–18. února 2014   | 44,9                    | 10,2                | 5,9  | 13,8 | 6,8 | 3,1 | 4,6 | 3   | 2,9   | 4,8     | [ 8 ]  |
| Ipsos       | polovina února 2014  | 50,1                    | 4,2                 | 11,8 | 13,2 | 6,8 | 2,8 | 5,1 | 2   | 2,2   | 1,9     | [ 10 ] |
| Informer    | polovina února 2014. | 48,8                    | 6,1                 | 8,6  | 9,4  | 7,8 | 5,3 | 4,7 | 1,4 | 2,9   | 5       | [ 11 ] |
| Faktor Plus | 16. února 2014       | 44,6                    | 9,1                 | 8    | 13   | 6,8 |     | 5,2 |     |       | 13,2    | [ 13 ] |
| Ninamedia   | 23.–25. února 2014   | 45,2                    | 9,9                 | 6,1  | 13,1 | 7,2 | 3,8 | 4,8 | 2,9 | 3     | 4       | [ 17 ] |
| CeSID       | 22.–28. února 2014   | 44                      | 7                   | 8    | 13   | 5   | 4   | 6   | 3   | 4     | 6       | [ 18 ] |
| Ninamedia   | 22.–28. února 2014.  | 44,9                    | 10,4                | 7    | 13,9 | 6,9 | 3,6 | 4,6 | 2,8 | 3,1   | 2,9     | [ 19 ] |

## Průběh voleb
Mezi dny 14. až 16. března se konal tzv. předvolební klid, kdy strany měly zakázané pokračovat na poslední chvíli v předvolební kampani.
Volební právo mělo na území centrálního Srbska a Autonomní oblasti Vojvodiny ke dni voleb celkem 6 765 998 lidí. K volbám mělo podle očekávání přijít 60 % oprávněných voličů. Celkem bylo vytištěno 6 801 161 volebních lístků, které jsou formátu A4, světle modré barvy. Volební lístky jsou k dispozici nejen v srbském jazyce, ale také i v jazyce národnostních menšin.
Otevřeno bylo 8 262 volebních místností. Volí se také v 17 volebních místech na území Kosova, především na severu oblasti (v Kosovské Mitrovici a okolí). V Kosovu probíhaly volby překvapivě bez incidentů, nicméně byly sledovány policejními složkami Kosovské republiky.
30 volebních místností bylo zřízeno i na velvyslanectvích a zastupitelských úřadech Srbska po celém světě. Hlasuje se rovněž i na srbské ambasádě v Praze.
Volební místnosti byly otevřené od 7:00 až do 20:00. Volilo se v průběhu jediného dne. Většina politických představitelů země si vybrala pro hlasování nedělní ranní hodiny. Volební účast byla spíše nižší; do 18:00 hlasovalo celkem 45 % všech oprávněných voličů, což je na srbský standard značně podprůměrný výsledek. Celková volební účast dosáhla 53,12 %.
Volby sledovalo celkem 735 pozorovatelů; drtivá většina je domácích a téměř dvě stě je ze zahraničí.
Vítězem voleb se stala podle očekávání Srbská pokroková strana (s 48,34 % hlasů, 157 mandátů). Za ní následovala Socialistická strana Srbska s 13,51 % (postkomunisté) a Demokratická strana s 6,04 %. Narodna demokratska stranka získala 5,7 % a 18 mandátů. Menšinové strany mají vymezeno 11 křesel.
Srbská pokroková strana získala nejsilnější mandát od uvedení politického systému více stran v roce 1990.

## Kandidáti
Volby proběhly podle D'Hondtovy metody a každá strana, která chce získat své zástupce v národní Skupštině musí překročit práh 5 % hlasů. O hlasy voličů se ucházelo celkem 19 stran, hnutí a koalic:
1. ALEKSANDAR VUČIĆ — BUDUĆNOST U KOJU VERUJEMO (Srpska napredna stranka, Socijaldemokratska partija Srbije, Nova Srbija, Srpski pokret obnove, Pokret socijalista)
2. IVICA DAČIĆ — „Socijalistička partija Srbije (SPS), Partija ujedinjenih penzionera Srbije (PUPS), Jedinstvena Srbija (JS)”
3. Demokratska stranka Srbije — Vojislav Koštunica
4. ČEDOMIR JOVANOVIĆ — LDP, BDZS, SDU
5. Vajdasági Magyar Szövetség — Pásztor István — Savez vojvođanskih Mađara — Ištvan Pastor
6. SRPSKA RADIKALNA STRANKA — DR VOJISLAV ŠEŠELj
7. UJEDINjENI REGIONI SRBIJE — MLAĐAN DINKIĆ
8. „SA DEMOKRATSKOM STRANKOM ZA DEMOKRATSKU SRBIJU”
9. DVERI — BOŠKO OBRADOVIĆ
10. SDA Sandžaka — dr Sulejman Ugljanin
11. BORIS TADIĆ — Nova demokratska stranka — Zeleni, LSV — Nenad Čanak, Zajedno za Srbiju, VMDK, Zajedno za Vojvodinu, Demokratska levica Roma
12. TREĆA SRBIJA — ZA SVE VREDNE LjUDE
13. CRNOGORSKA PARTIJA — Josip Broz
14. LISTA NACIONALNIH ZAJEDNICA — BDZ-MPSZ-DZH-MRM-MEP — Emir Elfić
15. DOSTA JE BILO — SAŠA RADULOVIĆ
16. „KOALICIJA GRAĐANA SVIH NARODA I NARODNOSTI (RDS-SDS)”
17. Grupa Građana „PATRIOTSKI FRONT — DR BORISLAV PELEVIĆ”
18. Ruska stranka — Slobodan Nikolić
19. PARTIJA ZA DEMOKRATSKO DELOVANjE — RIZA HALIMI PARTIA PER VEPRIM DEMOKRATIK — RIZA HALIMI

## Výsledky
| Strana, hnutí nebo koalice | Hlasy     | %      | Mandáty | Změna mandátů |
| --- | --------- | ------ | ------- | ------------- |
| ALEKSANDAR VUČIĆ — BUDUĆNOST U KOJU VERUJEMO (Srpska napredna stranka, Socijaldemokratska partija Srbije, Nova Srbija, Srpski pokret obnove, Pokret socijalista) | 1 736 920 | 48,35  | 158     | +71           |
| IVICA DAČIĆ — „Socijalistička partija Srbije (SPS), Partija ujedinjenih penzionera Srbije (PUPS), Jedinstvena Srbija (JS)”                                       | 484 607   | 13,49  | 44      | +1            |
| „SA DEMOKRATSKOM STRANKOM ZA DEMOKRATSKU SRBIJU” | 216 634   | 6,03   | 19      | −32           |
| BORIS TADIĆ — Nova demokratska stranka — Zeleni, LSV — Nenad Čanak, Zajedno za Srbiju, VMDK, Zajedno za Vojvodinu, Demokratska levica Roma                       | 204 767   | 5,70   | 18      | +12           |
| Vajdasági Magyar Szövetség — Pásztor István — Savez vojvođanskih Mađara — Ištvan Pastor                                                                          | 75 294    | 2,10 % | 6       | +1            |
| SDA Sandžaka — dr Sulejman Ugljanin | 35 157    | 0,98   | 3       | +1            |
| PARTIJA ZA DEMOKRATSKO DELOVANjE — RIZA HALIMI PARTIA PER VEPRIM DEMOKRATIK — RIZA HALIMI                                                                        | 24 301    | 0,68   | 2       | +1            |
| Demokratska stranka Srbije — Vojislav Koštunica | 152 436   | 4,24   | 0       | −22           |
| DVERI — BOŠKO OBRADOVIĆ | 128 458   | 3,58   | 0       | –             |
| ČEDOMIR JOVANOVIĆ — LDP, BDZS, SDU | 120 879   | 3,36   | 0       | −15           |
| UJEDINjENI REGIONI SRBIJE — MLAĐAN DINKIĆ | 109 167   | 3,04   | 0       | −16           |
| DOSTA JE BILO — SAŠA RADULOVIĆ | 74 973    | 2,09   | 0       | –             |
| SRPSKA RADIKALNA STRANKA — DR VOJISLAV ŠEŠELj | 72 303    | 2,01   | 0       | –             |
| TREĆA SRBIJA — ZA SVE VREDNE LjUDE | 16 206    | 0,45   | 0       | –             |
| Ruska stranka — Slobodan Nikolić | 6 547     | 0,18   | 0       | –             |
| CRNOGORSKA PARTIJA — Josip Broz | 6 388     | 0,18   | 0       | –             |
| Grupa Građana „PATRIOTSKI FRONT — DR BORISLAV PELEVIĆ” | 4 514     | 0,13   | 0       | –             |
| LISTA NACIONALNIH ZAJEDNICA — BDZ-MPSZ-DZH-MRM-MEP — Emir Elfić                                                                                                  | 3 983     | 0,11   | 0       | −1            |
| „KOALICIJA GRAĐANA SVIH NARODA I NARODNOSTI (RDS-SDS)” | 3 182     | 0,09   | 0       | –             |
| neplatné | 115 659   | 3,22   |         |               |
| volební účast | 3 592 375 | 53,09  |         |               |